# 100122 Alpes Maritimes
Alpes Maritimes (asteroide 100122, com a designação provisória 1993 PE7) é um asteroide da cintura principal, a 2,6780571 UA. Possui uma excentricidade de 0,1643533 e um período orbital de 2 095,5 dias (5,74 anos).
Alpes Maritimes tem uma velocidade orbital média de 16,63773457 km/s e uma inclinação de 6,02613º.
Foi descoberto no CERGA (Centre d´Etudes et de Recherches Geodynamiques et Astronomiques) a 15 de agosto de 1993, em Caussols.
Foi nomeado com o nome do departamento francês Alpes Marítimos.